# Héparinémie
 (mars 2023).
Si vous disposez d'ouvrages ou d'articles de référence ou si vous connaissez des sites web de qualité traitant du thème abordé ici, merci de compléter l'article en donnant les références utiles à sa vérifiabilité et en les liant à la section « Notes et références ».
L’héparinémie est la mesure de la concentration d'héparine dans le sang. Une héparinémie trop élevée signe un risque hémorragique (saignements).
Sa mesure est rare en pratique courante. Elle est utile lorsqu'un patient est traité par héparine non fractionnée à forte dose ou lorsque le patient présente une affection pouvant faire varier l'efficacité du traitement pour une même dose (insuffisance rénale obésité...). 
Les valeurs cibles d'héparinémie à atteindre pour avoir un traitement par héparine efficace sont entre 0,2 et 0,6 UI/ml.